# Forts d'Ambialet
Les forts d'Ambialet sont un ensemble de six petites forteresses situées aux alentours de la cité d'Ambialet, qui faisaient partie de l'enceinte d'Ambialet.  
Aujourd'hui ruinés, ils servaient à la défense de la ville, siège de l'ancienne vicomté d'Ambialet appartenant aux Trencavels. Ils étaient placés sur les différents pics de la crête reliant le château-vieux d'Ambialet au prieuré de l'Oder, et servaient de points forts pour l'enceinte de la ville.  
Ils ont pour la plupart été détruits par les huguenots en 1568, lors des guerres de Religion, puis ont été laissés à l'abandon. 

## Enceinte d'Ambialet
La cité d'Ambialet est séparée en trois quartiers, qui sont tous fortifiés de manière indépendante. L'enceinte, qui est donc en réalité trois enceintes, est décrite comme puissante, composée de remparts rythmés de tours présentant créneaux et mâchicoulis. 

## Château du Roi
Le château du Roi se situait sur un roc en schiste au Sud du village. Il servait de base aux remparts d'Ambialet, puisque deux courtines partaient de lui avant de ceindre deux les quartiers du Théron et de la Fabarié.

## Château de Roquetaillade
Le château de Roquetaillade était édifié sur un ensemble de petites plateformes, au-dessus du fort de la Capelle et à cinquante mètres à la suite du fort du Roi. Sur le site de cet édifice, il reste de nombreux vestiges témoignant de l'occupation de ce lieu, comme différents escaliers et rigoles, mais aussi des banquettes et des encoches pratiques.
Il a appartenu un temps à la famille Dupuy de Montmejan.

## Fort de la Capelle
Le fort de la Capelle se trouvait être une église fortifiée, qui existe toujours : l'église Notre-Dame de la Capelle.  
Cette dernière, bâtie au cours du XVe siècle, servait à l'origine de chapelle castrale, avant de devenir un petit prieuré puis l'église paroissiale du village, office qu'elle remplit encore aujourd'hui. Dans son chœur, elle possède une clé de voûte frappé du blason de la famille de Castelpers, qui dirigeait Ambialet lors de la construction de l'église. 

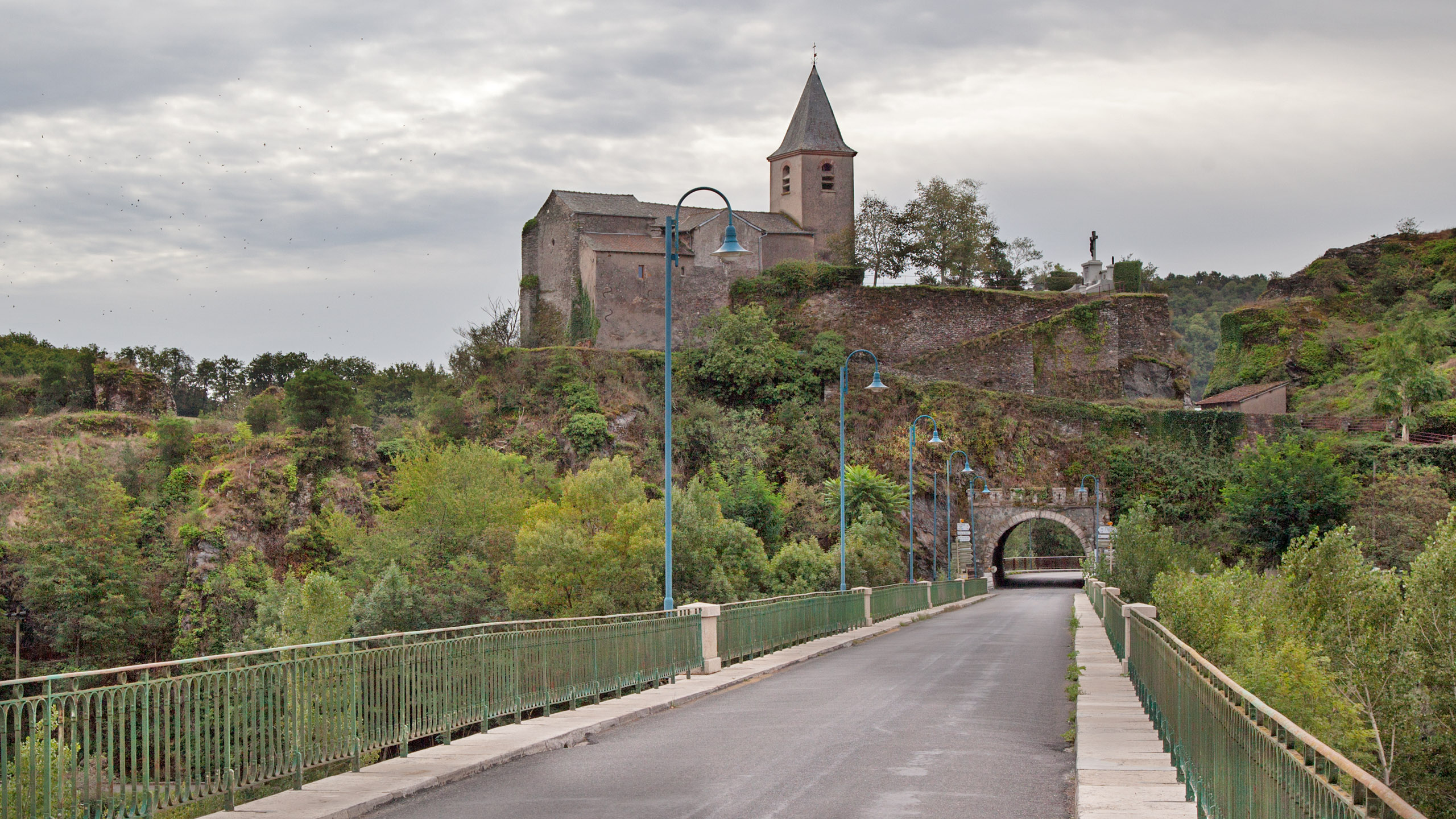
L'église de la Capelle, anciennement fortifiée

## Château de Montcabrières
Le château de Montcabrières se situait sur le surplomb d'un des plus hauts rochers dominant Ambialet.

## Château de Payrolles
Pour l’article homonyme, voir Château de Peyrole.
Le château de Payrolles est l'un des forts de défense d'Ambialet, tenant son nom d'un certain gentilhomme de Payrolles.

## Château Saint-Jean ou Saint-Gisles
Le château Saint-Jean se trouvait au-dessus de l'église Saint-Gilles, et possédait un donjon carré, dont la base est encore identifiable, et qui servait de clocher à celle-ci.